# Mount Carbone
Mount Carbone ist ein 579 m hoher Berg im westantarktischen Marie-Byrd-Land. In den zu den Ford Ranges gehörenden Phillips Mountains ragt er 5 km östlich des Mount Paige auf.
Teilnehmer der ersten Antarktisexpedition (1928–1930) unter der Leitung des US-amerikanischen Polarforschers Richard Evelyn Byrd entdeckten und kartierten ihn anhand von Luftaufnahmen. Das Advisory Committee on Antarctic Names benannte ihn 1966 nach Alphonso Carbone (1907–1983), Koch bei Byrds zweiter Antarktisexpedition (1933–1935).